# Ardisia torsiva
Ardisia torsiva är en viveväxtart som beskrevs av C.M.Hu. Ardisia torsiva ingår i släktet Ardisia och familjen viveväxter. Inga underarter finns listade i Catalogue of Life.